# Natsume Akatsuki
Natsume Akatsuki (暁なつめ, Akatsuki Natsume) é um autor japonês de light novel e escritor de mangá.  Ele é mais conhecido por escrever a série KonoSuba.

## Carreira
Em 2012, Akatsuki inscreveu seu trabalho de estreia Dragontarashi (ドラゴンたらし) para o 8º Prêmio MF Bunko J Light Novel Rookie sob o pseudônimo de Hideaki Natsuki (夏希秀明, Natsuki Hideaki).  No entanto, só chegou à segunda rodada.  Depois disso, ele começou a postar seus escritos no site Shōsetsuka ni Narō com o mesmo nome.
Em 19 de agosto de 2012,  sob o nome Sentōin Sangō (戦闘員三号, Sangō Sentōin), ele começou a serializar Combatants Will Be Dispatched!, que concluiu em 10 de setembro do mesmo ano com 68 capítulos.  No mesmo mês, sob o nome de Yōki na America Jin (陽気なアメリカ人), publicou Saikyō no Katanakaji (最強の刀鍛冶).  Depois disso, ele fechou sua conta.
Após um curto período de tempo, a Akatsuki criou uma nova conta no Shōsetsuka ni Narō sob o nome de usuário Jitakukeibihei (自宅警備兵) e começou a enviar novamente. Ele publicou Ninja ga Isekai Iri (忍者が異世界入り) antes de retirá-la, só disponibilizando a obra novamente em 1º de fevereiro de 2013. 
Em 20 de dezembro de 2012, ele começou a serializar KonoSuba, que terminou em 21 de outubro de 2013, com 124 capítulos.  Foi anunciado no mesmo ano que KonoSuba seria publicado pela Kadokawa Shoten sob seu selo Sneaker. Em 10 de dezembro de 2013, KonoSuba foi retirado do site Shōsetsuka ni Narō.
27 de março de 2013 viu o lançamento da história paralela de KonoSuba, Kamen Akuma ga Miru Yume wa (仮面悪魔が見る夢は) .  A mesma obra seria publicada em forma de livro em 1º de abril de 2016, como Kono Kamen no Akuma ni Sōdan o! (この仮面の悪魔に相談を！).
Akatsuki estreou oficialmente em 1º de outubro de 2013, com o primeiro volume de KonoSuba sendo publicado em forma de livro. 
Em 1º de outubro de 2014, ele lançou seu primeiro romance, Dragontarashi, gratuitamente em seu blog. 
Em 2016, ele escreveria e começaria a publicar o mangá Kemono Michi. Receberia uma adaptação para anime em 2019. 
KonoSuba recebeu uma adaptação para anime em 2016.  Mais tarde, teria uma sequência de anime em 2017  seguida de um filme em 2019. 
Combatants Will Be Dispatched! de Akatsuki começou a ser publicado em 1º de novembro de 2017.  Recebeu uma adaptação para anime em 2021. 

## Obras

### Novels

#### KonoSuba
KonoSuba (ilustrado por Kurone Mishima, publicado pela Kadokawa Sneaker Bunko, 17 volumes, 2013–2020)
- Kono Subarashii Sekai ni Bakuen o! (ilustrado por Kurone Mishima, publicado pela Kadokawa Sneaker Bunko, 3 volumes, 2014–2015)
  - KonoSuba: An Explosion on This Wonderful World! Bonus Story (ilustrado por Kurone Mishima, publicado pela Kadokawa Sneaker Bunko, 2 volumes, 2016–2019)
- Consulting With This Masked Devil! (ilustrado por Kurone Mishima, publicado pela Kadokawa Sneaker Bunko, 1 volume, 2016)
- KonoSuba: God's Blessing on this Wonderful World! Extra Attention to that Wonderful Fool! (ilustrado por Kurone Mishima, publicado pela Kadokawa Sneaker Bunko, 7 volumes, 2017–presente)

#### Sentōin, Haken Shimasu!
- Sentōin, Haken Shimasu! (ilustrado por Kakao Lanthanum, publicado por Kadokawa Sneaker Bunko, 7 volumes, 2017 – presente)

### Mangás
- Kemono Michi (ilustrado por Mattakumo-suke; Yumenuta, publicado na Monthly Shōnen Ace, 12 volumes, 2016 – presente)

### Outros
- Re:Zero kara Hajimeru Isekai Seikatsu (escritor de narração de anúncio de anime; Episódios 18, 25)
- Sentōin, Haken Shimasu! (cooperação de roteiro de animação; Episódio 10)